# Agnes Giebel
Agnes Giebel (ur. 10 sierpnia 1921 w Heerlen, zm. 24 kwietnia 2017 w Kolonii) – niemiecka śpiewaczka, sopran.

## Życiorys
Ukończyła studia wokalne w Folkwangschule w Essen u Hilde Weselmann. Karierę śpiewaczki rozpoczęła w 1947 roku. Zasłynęła przede wszystkim jako interpretatorka kantat i dzieł oratoryjnych Johanna Sebastiana Bacha. Występowała w Europie, Stanach Zjednoczonych i Japonii, gościła na licznych festiwalach muzycznych. Wykonywała także repertuar współczesny, w tym dzieła Arnolda Schönberga, Albana Berga, Paula Hindemitha, Hansa Wernera Henzego. Dokonała licznych nagrań płytowych dla wytwórni HMV i Deutsche Grammophon.